# Chionaspis triformis
Chionaspis triformis är en insektsart som beskrevs av Tippins och Beshear 1974. Chionaspis triformis ingår i släktet Chionaspis och familjen pansarsköldlöss. Inga underarter finns listade i Catalogue of Life.